# Leptogaster cultaventris
Leptogaster cultaventris är en tvåvingeart som beskrevs av Martin 1957. Leptogaster cultaventris ingår i släktet Leptogaster och familjen rovflugor. Inga underarter finns listade i Catalogue of Life.